# Nokian Paperi

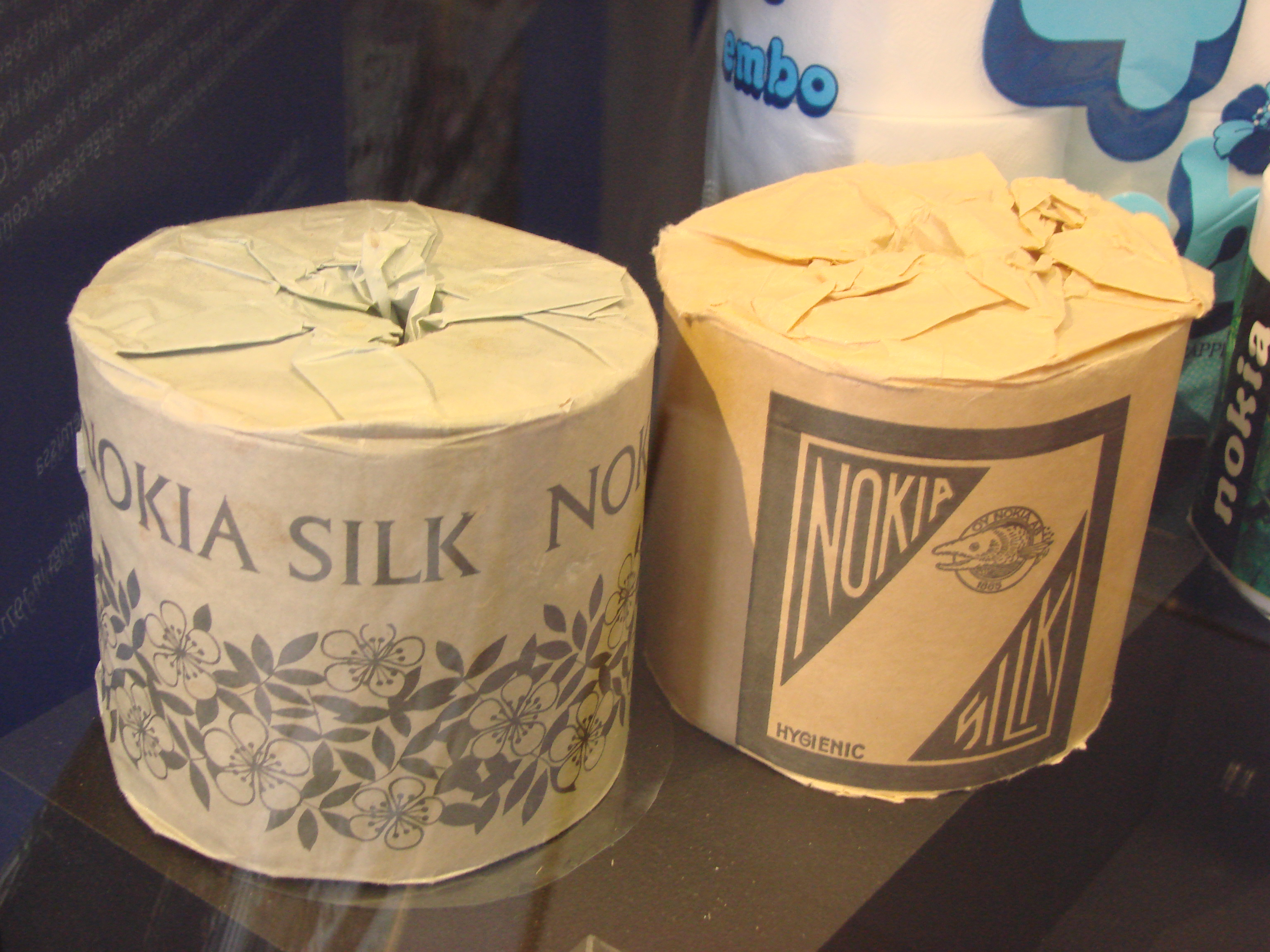
Nokia toalettpapper, 1960

Essity Tissue Finland Oy, tidigare Nokian Paperi Oy och SCA Tissue Finland Oy, är ett finländskt mjukpappersbruk i Nokia, som sedan 2017 ägs av svenska Essity.  
Fredrik Idestam uppförde 1865 ett träsliperi i Tammerfors. År 1868 byggde han en andra och större anläggning, Nokia träsliperi, i Nokia. Bruket utvidgades med en sulfitmassafabrik år 1886 och blev en för tidens förhållanden relativt stor integrerad fabriksenhet. 
År 1898 bildades Finska Gummi Ab och 1912 Finska Kabel Ab, vilken senare flyttade till Nokia och där tillsammans med pappersbruket blev en av ortens dominerande industrier. Finska Gummi (idag Nokian) tillverkade bil- och cykeldäck samt stövlar och galoscher. År 1967 slogs Finska Kabel, Finska Gummi och Nokia Papper samman till ett företag.
Nokia Oy:s papperstillverkning såldes till amerikanska Fort James Corporation 1989, vilket köptes av Georgia-Pacific 2000. SCA övertog pappersbruket i Nokia som en del av sitt köp 2012 av Georgia-Pacifics europeiska mjukpappersdivision. En konverteringslinje från anläggningen i Nokia avyttrades av SCA till ungerska Vajda Papir till följd av EU-kommissionens krav på utförsäljningar av delar av Georgia-Pacifics tidigare verksamheter, som villkor för att godkänna köpet. Efter delningen av SCA 2017 ingår Nokia Pappersbruk i Essity (tidigare Mölnlyckedelen av SCA).
År 2008 togs en av de då tre pappersmaskinerna ur produktion. Pappersbruket i Nokia tillverkar idag omkring 67.000 årston mjukpapper i två pappersmaskiner.